# Bjergstad
En bjergstad (norsk: bergstad) var et bylignende samfund i Norge grundlagt med udgangspunkt i minedrift. Tidligere havde de norske bergsteder egne love, såkaldte "bjerglove".
Før 1683 var den norske "bjergordning" (norsk: bergordning) af lignende art som den, der var fastsat i Kurfyrstendømmet Sachsen fra det 14. århundrede. Bjergordningen dannet grundlaget for den dansk-norske bjergordinans af 23. juni 1683, som hjemlede senere kongelige forordninger og bjergprivilegier.

## Norske bjergstæder
I Norge er det kun Kongsberg og Røros, som har været omfattet af bjerglovene, og omtalt som bjergstæder. Kongsberg fik senere bystatus. Røros overvejede det samme men kom frem til, at det var mere unikt at fortsat præsentere sig som bjergstad frem for som by.
De norske bjerstæder adskilte sig fra landets købstæder og ladesteder ved, at de ikke var handelscentre således, som Norges byer ellers var, men derimod rene bjergværkssamfund med et vist selvstyre. Et andet særtræk var, at værkernes ansatte i begyndelsen var indkaldte fagfolk fra udlandet. Som fremmede forblev de isolerede fra omgivelserne også i forvaltningsmæssig henseende helt fra begyndelsen af.

### Kongsberg
I 1624 fik Kongsberg kongebrev som såkaldt "fri bjergstad", det vil sige, at kun sølvværkets egne ansatte måtte bo på stedet. Værket fik tildelt politimyndighed og ret til at dømme i civil- og straffesager. Indbyggerne blev fritaget for skatter, offentlige afgifter og militærtjeneste.
I 1717 blev der oprettet et borgerskab på stedet, idet et mindre antal købmænd fik lov til at slå sig ned og drive handel. Tillige fik et antal håndværkere uden tilknytning til sølvværket ret til at bedrive deres næring. Begge grupper skulle betale skatter og andre afgifter.
I 1802 fik Kongsberg status som almindelig købstad.

### Røros
Røros Kobberverk fik privilegier i 1646. Værket fik eneret til handel på stedet. Sandsynligvis var det deltagere fra værket, som styrede stedet Røros bergstad. Værkets direktør var forvalter for værket efter en instruks fra 1649. Han blev tillagt politi- og domsmyndighed på stedet og i omegnen.